# Isabel Cowe
Isabel Cowe (* 1. Dezember 1867 in Coldingham, Berwickshire; † 3. Januar 1931 in St Abbs, Berwickshire) war eine schottisch-britische Suffragette, Aktivistin für die örtliche Seenotrettung der Royal National Lifeboat Institution (RNLI) und Besitzerin eines Boardinghouse. Ihr lokale Bekanntheit brachte ihr den Spitznamen „Provost of St Abbs“ ein.

## Leben
Cowe wurde 1867 in den Scottish Borders geboren. Ihr Vater war Fischer, und ihr Bruder Robert starb 1879 auf See. Weitere Familienmitglieder, die als Seeleute arbeiteten, gingen ebenfalls auf See verloren, als sie aufwuchs.
Cowe besaß von 1914 bis 1931 das Boardinghouse St Abbs Haven und war im Dorf sehr beliebt. Sie setzte sich dafür ein, dass St Abbs ein eigenes Rettungsboot erhielt, und beteiligte sich an der Rettung von Passagieren und Besatzung des Schiffes Glanmire, als dieses in der Bucht von Coldingham auf Grund lief. Für ihre Tapferkeit und ihr Engagement wurde sie mit der Goldenen Ehrennadel der RLNI ausgezeichnet.
Gemeinsam mit ihrer Freundin Jane Hay trat Cowe der Women’s Freedom League (WFL) bei. Als Florence Gertrude de Fonblanque beschloss, einen Marsch von Edinburgh nach London zu organisieren, um auf die Frauenwahlrechtsbewegung aufmerksam zu machen, brachen am 21. Oktober 1912 zunächst nur sechs Frauen, darunter Fonblanque, Agnes Henderson Brown und Sarah Benett, auf. Andere Suffragetten halfen bei der Organisation und der Begleitung der Marschierenden, darunter Cowe. Während des Marsches fuhr sie oft mit dem Fahrrad voraus, um Unterkünfte für die Marschiererinnen zu sichern und Unterschriften für die Petition von Menschen zu sammeln, die in abgelegenen Bauernhöfen, Weilern und Dörfern lebten. Cowe war eine der Frauen, die die gesamte Strecke zurücklegten. Sie trug auf dem Marsch die Farben des Frauenwahlrechts, einen weißen Schal und einen grünen Hut, und wurde in Egham, Surrey, sogar einmal verhaftet, weil sie mit dem Fahrrad auf einem Bürgersteig fuhr.
Cowe weigerte sich einmal, Steuern an ihre Gemeindeverwaltung zu zahlen, um gegen deren „Ineffizienz“ zu protestieren, und widersetzte sich Gerichtsvollziehern, die mit einem Beil und einem Feuerlöscher bewaffnet waren. Sie war auch eine Unterstützerin der Children’s League of Pity.
Sie starb 1931 und ihr zu Ehren wurde in St  Abbs ein Gedenkgarten angelegt, in dem ihre Asche verstreut und eine Sonnenuhr mit Marmorsäulen errichtet wurde, die mit Spenden aus ganz Großbritannien bezahlt wurde.